# Apple A6

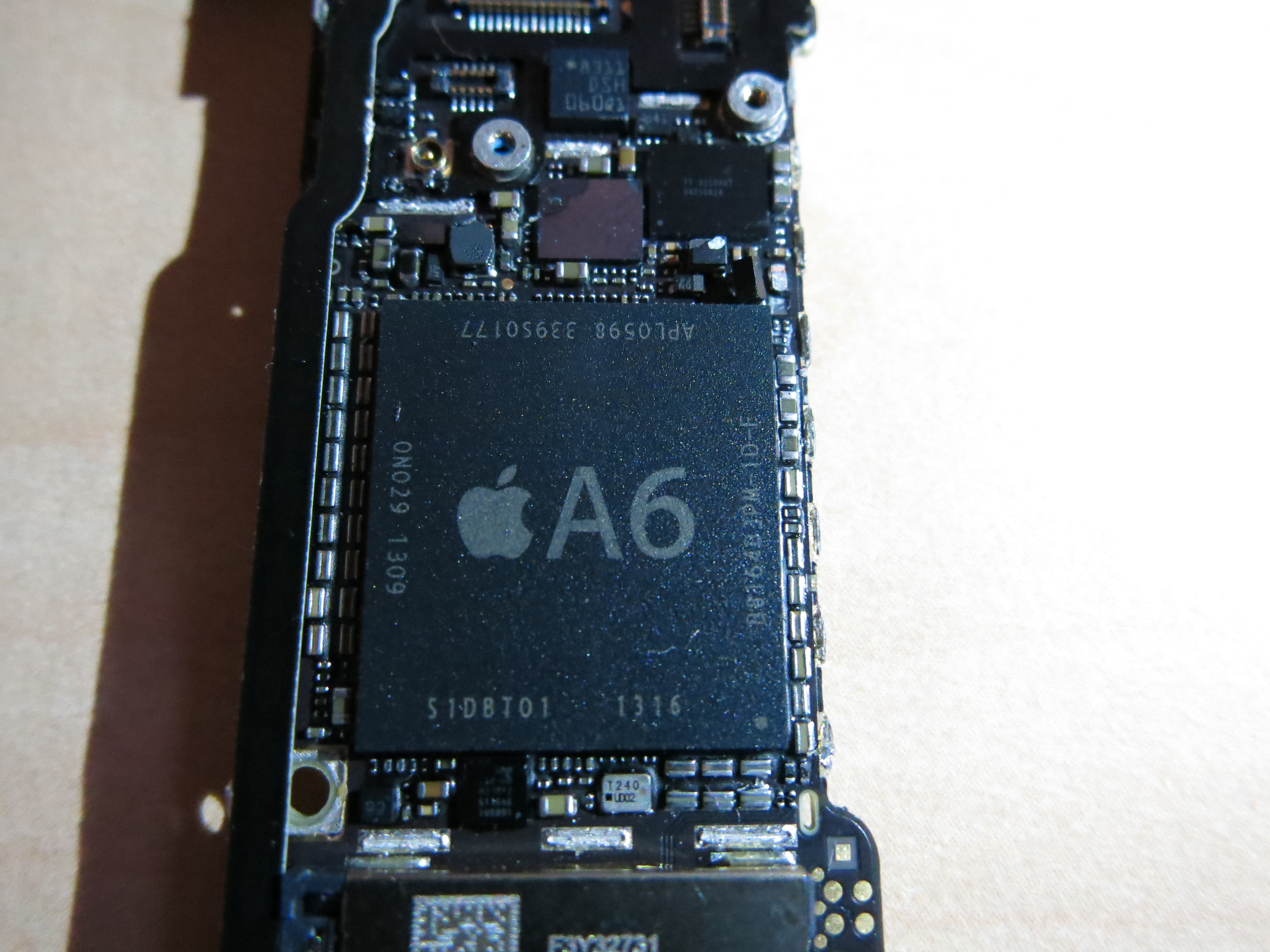
A6-SoC auf einem iPhone 5 Logicboard

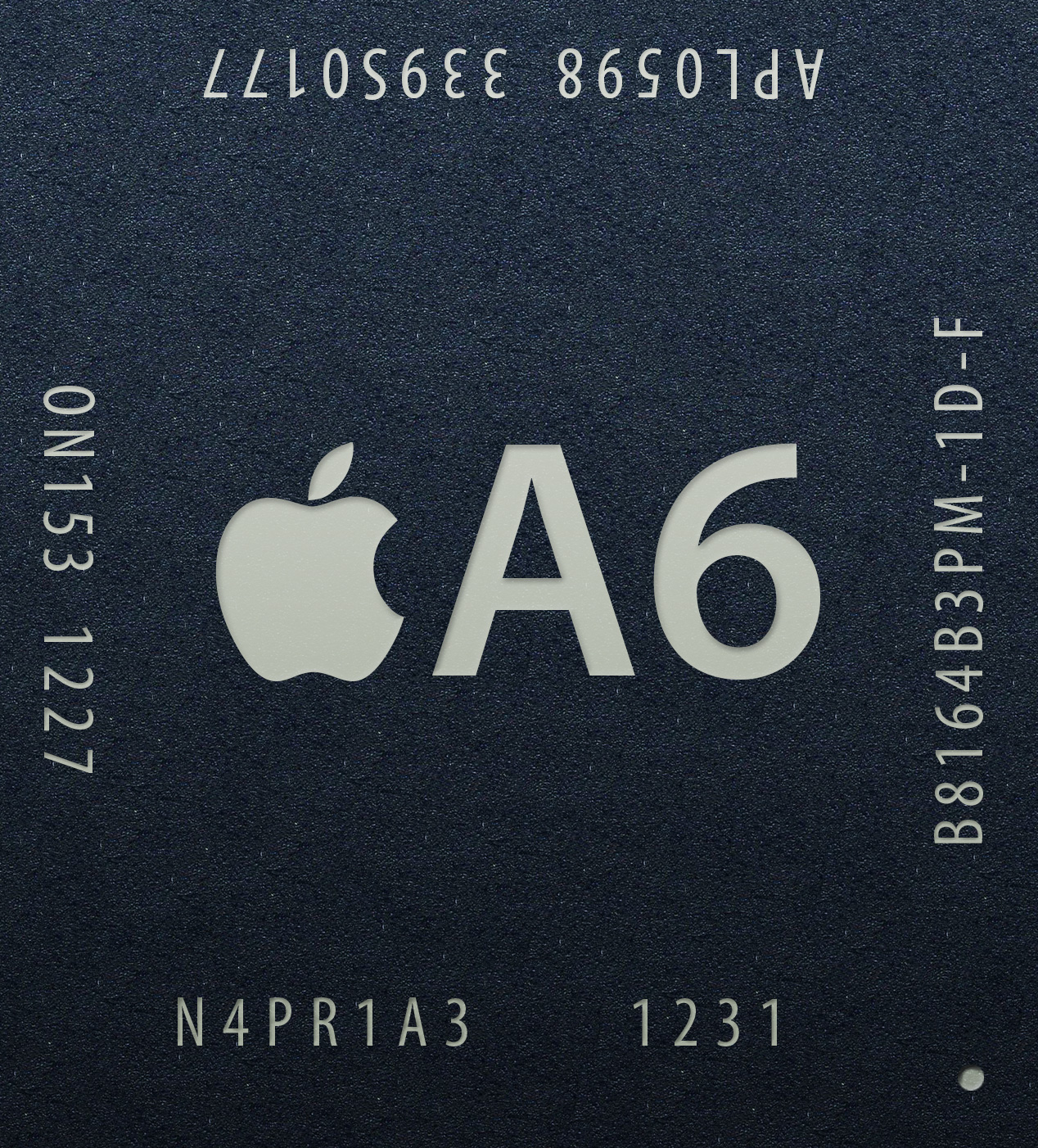
Apple-A6-Chip

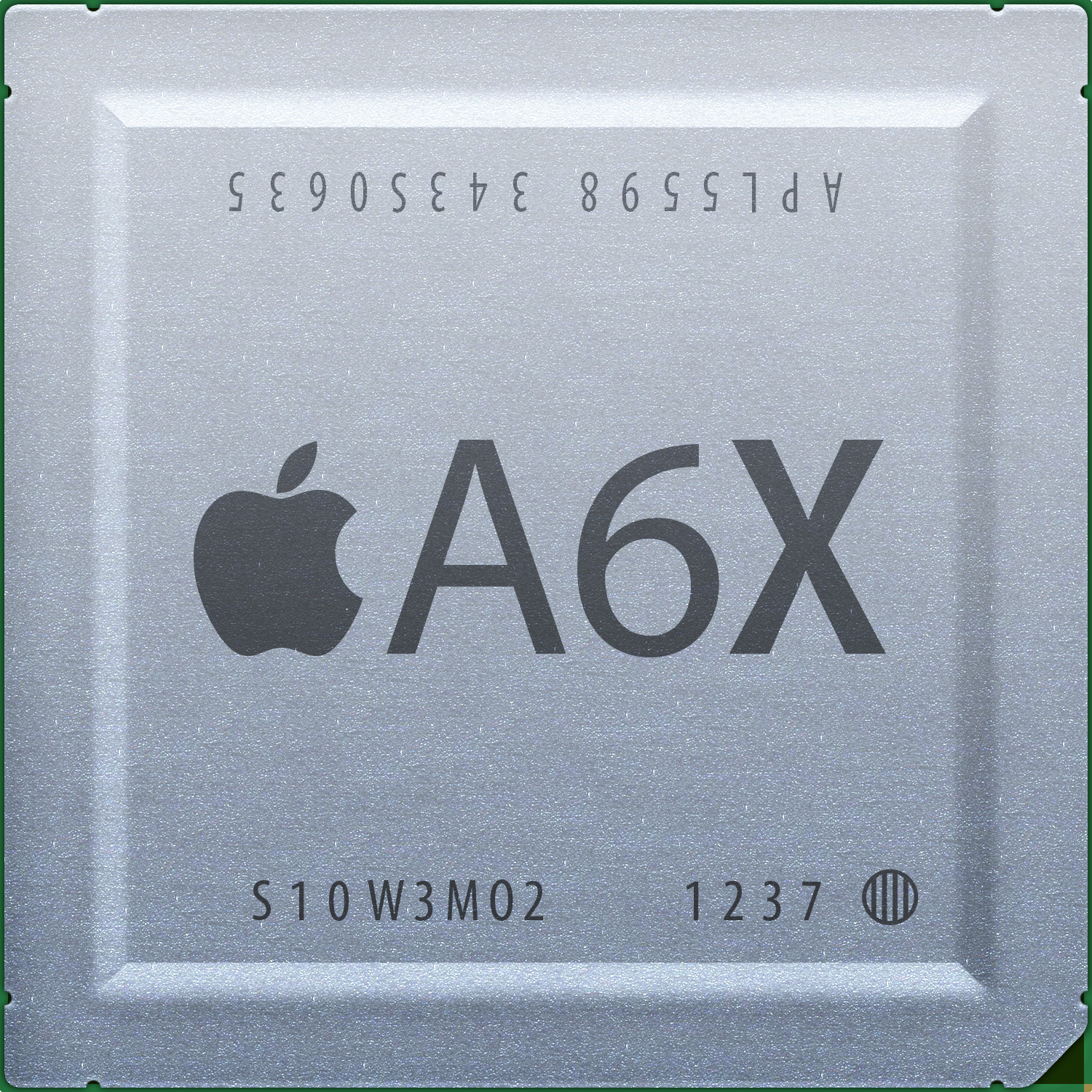
Apple-A6X-Chip

Der Apple A6 und der Apple A6X sind von Apple entwickelte und von Samsung hergestellte Systems-on-a-Chip (SoCs). Sie kombinieren eine 32-Bit ARM-CPU mit einem PowerVR-Grafikprozessor und übernehmen zudem die Funktionen eines herkömmlichen PC-Chipsatzes. Oftmals wird die Bezeichnung Apple A6 bzw. A6X alleine für den ARM-Prozessor verwendet, dies ist aber genaugenommen nicht richtig. Der A6 gehört zu den S5L SoCs.
Der A6 wurde am 12. September 2012 als Teil des iPhone 5 vorgestellt. Der A6X wurde am 23. Oktober 2012 als Teil des iPad 4 vorgestellt.
Vorgänger des A6 ist der Apple A5, Nachfolger der Apple A7.

## Technik

### A6
Der Apple A6 (S5L8950) hat die Abmessungen von ca. 14 mm × 16 mm und eine daraus resultierende Fläche von etwa 224 mm². Er wird im 32-nm-Verfahren hergestellt und verfügt über zwei ARM-v7s-Prozessorkerne, die mit einer maximalen Taktfrequenz von 1,3 GHz arbeiten. Bei ARM-v7s handelt es sich um einen von Apple erweiterten ARM-v7-Befehlssatz. Als Grafikprozessor kommt ein PowerVR SGX 543MP3 mit drei mit 266 MHz getakteten Prozessorkernen von Imagination Technologies zum Einsatz. Erste synthetische Benchmarks zeigen eine Leistungssteigerung von maximal 250 % gegenüber dem A5-Prozessor im iPhone 4s, Apple selbst bewirbt eine verdoppelte Rechen- und Grafikleistung.

### A6X
Der Apple A6X (S5L8955) verfügt über zwei ARMv7s-Prozessorkerne mit einer gegenüber dem A6 etwas erhöhten Taktfrequenz von 1,4 GHz. Als Grafikprozessor kommt ein PowerVR SGX 554MP4 zum Einsatz, der – wie der Vorgänger A5X – aus vier Prozessorkernen besteht, die höher getaktet sind als im A6 bzw. A5X. Der A6X soll laut Apple im Vergleich zum Vorgängermodell A5X jeweils eine verdoppelte CPU- und Grafikperformance liefern. Der A6X wird ebenfalls im 32-nm-Verfahren hergestellt, und der Die hat eine Größe von etwa 124 mm2.

### Mikroarchitektur

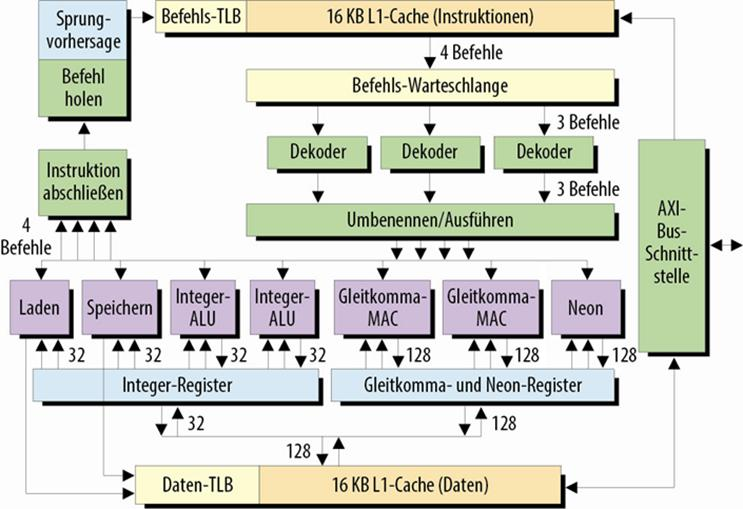
Blockschaltbild von Apples Mikroarchitektur Swift, wie es am 9. Juli 2013 auf der Konferenz für ARM-Systementwicklung präsentiert wurde.

Die Prozessorkerne des Apple A6/A6X wurden seitens Apple nicht direkt von ARM lizenziert, sondern mittels einer sogenannten ARM-Architekturlizenz, die u. a. auch der Chiphersteller Qualcomm für seine Snapdragon-SoCs nutzt, selbst unter der Bezeichnung Swift entwickelt. Da Apple selbst keinerlei technische Informationen über Swift herausgibt, gibt es keine gesicherten Informationen über die Mikroarchitektur.
Mittels eines iPhone 5 und selbst entwickelter Apps hat der Elektronik-Redakteur Frank Riemenschneider versucht, Rückschlüsse auf die Mikroarchitektur von Swift zu ziehen und stellte die Ergebnisse am 9. Juli 2013 auf einer von ARM und der WEKA Fachmedien GmbH veranstalteten ARM-Entwicklerkonferenz in München vor. Das auf der Konferenz präsentierte Blockschaltbild von Swift ist das bislang einzig veröffentlichte seiner Art. Während seines Vortrages musste Riemenschneider allerdings auch einräumen, dass es ohne Kooperation von Apple unmöglich sei, Details wie z. B. die Größe von Puffern für die dynamische Sprungvorhersage zu ermitteln.